# Henry Josué Gómez
Henry Josué Gómez López (Tegucigalpa, 5 de agosto de 1995) es un futbolista hondureño. Juega de mediocampista y su equipo actual es el Olancho F. C. de la Liga Nacional de Honduras. 

## Trayectoria
Tras formarse en el F. C. Motagua y jugar en la tercera división con equipos como el C. D. Génesis, así como en la segunda división con el Estrella Roja de Danlí, se incorporó al Olancho F. C. para disputar el Apertura 2021 de la Liga de Ascenso. El 4 de junio de 2022 consiguió el ascenso a la Liga Nacional de Honduras tras derrotar con global de 4-2 al Lone F. C. en la final de ascenso.
Debutó en primera división el 31 de julio de 2022, en un partido de local contra el C. D. Victoria, que terminó empatado 1-1 por la primera fecha del Apertura 2022. El 2 de octubre de 2022 marcó su primer gol en la victoria 2-1 sobre el C. D. S. Vida en ese mismo torneo.
Con el Olancho F. C. disputó 40 partidos y anotó dos goles en su primer año, destacando en la final del Clausura 2023 ante el C. Olimpia D., equipo ante el cual cayeron 4-5 en el marcador global.

## Clubes
| Club                   | País     | Año       |
| ---------------------- | -------- | --------- |
| C. D. Génesis          | Honduras | 2020      |
| Estrella Roja de Danlí | Honduras | 2021      |
| Olancho F. C.          | Honduras | 2021-Act. |

## Palmarés

### Títulos nacionales
| Título                    | Club          | País     | Año  |
| ------------------------- | ------------- | -------- | ---- |
| Torneo Apertura (Ascenso) | Olancho F. C. | Honduras | 2021 |
| Torneo Clausura (Ascenso) | Olancho F. C. | Honduras | 2022 |